# جورج هامل
جورج هامل (بالإنجليزية: George Hummel)‏ هو شخصية أعمال أمريكي، ولد في 14 نوفمبر 1887، وتوفي في 10 ديسمبر 1965.